# Дманіський муніципалітет
Дманіський муніципалітет (груз. დმანისის მუნიციპალიტეტი dmanisis municipʼalitʼetʼi) — муніципалітет Грузії, що входить до складу краю Квемо-Картлі. Знаходиться на півдні Грузії, на території історичних областей Нижня Картлія та Борчали. Адміністративний центр — Дманісі.

## Населення
Станом на 1 січня 2014 чисельність населення муніципалітету склала 19 141 мешканців.
| Азербайджанці | Грузини | Греки  | Вірмени | Росіяни |
| 65,46%        | 33,15 % | 0,45 % | 0,45 %  | 0,35%   |